# Gemeine Kiefernbuschhornblattwespe
Die Gemeine Kiefernbuschhornblattwespe (Diprion pini) ist eine Art aus der Familie der Buschhornblattwespen (Diprionidae) innerhalb der Hautflügler.
Bekannt ist die Art in erster Linie als gefährlicher Forstschädling, da die Larven Kiefernnadeln fressen. Dabei ist bekannt, dass sie vorrangig an der Waldkiefer (Pinus sylvestris) jedoch auch an anderen Kiefernarten wie zum Beispiel der Schwarzkiefer (Pinus nigra) fressen.

## Lebensweise
Die männlichen Adulten besitzen große und stark gefiederte Antennen, die „Buschhörner“. Dadurch sind sie in der Lage, die Weibchen zu finden, die ein Sexualpheromon abgeben (Anderbrandt et al. 2005). Die erste Aktivität ist ca. im Mai. Die Eiablage erfolgt mit Hilfe des Ovipositors, der die Kiefernnadel einritzt und dabei ein Leitbündel zerstört (Hilker et al. 2002). Anschließend verschließt das Weibchen die pflanzliche Wunde mit einem Sekret aus ihrer Kittdrüse.
Nach dem Schlupf fressen die Larven zunächst in der Gruppe (gregär). Dabei bleibt von der Kiefernadel nur die Mittelrippe stehen (Pinselfraß). Ältere Larven fressen einzeln, sind jedoch geclustert. Bei Massenvorkommen der Larven kann es zu immensen Fraßschaden kommen. Die Larven erreichen eine maximale Länge von etwa 25 mm. Die Larven, die sich im Juni verpuppen, tun dies an den Nadeln, die nach deren Fraßphase noch übrig sind. Sie verlassen schon nach etwa 10 Tagen die Kokons als Imagines. Das letzte Larvenstadium wandert den Kiefernstamm hinunter, spinnt sich in der Laubstreu ein und verpuppt sich dort in einem Kokon. Diese Kokons können bis zu mehrere Jahre überwintern (überliegen). Es sind jedoch auch mehrere Generationen im Jahr möglich. In einem Fall verpuppte sich eine Larve in der 2. Oktoberhälfte und erschien als Imago (Männchen) im Folgejahr in der 1. Julihälfte. Ein Weibchen schlüpfte dagegen schon Mitte April.
Bei Stress (durch z. B. Räuber) zeigen die Larven eine Verteidigungshaltung. Sie heben den Kopf (Kopfnicken) und geben einen Tropfen Vorderdarminhalt (Regurgitat) ab. Dieser Tropfen ist terpenhaltig und wirkt auf Feinde abschreckend.

## Natürliche Feinde
Für alle Entwicklungsstadien sind natürliche Feinde bekannt. Eiparasitoide sind zum Bsp. Closterocerus ruforum (Familie Eulophidae) oder Dipriocampe diprioni (Familie Tetracampidae). Bedeutende Puppenparasitoide aus der Familie der Raupenfliegen (Tachinidae) sind Drino gilva und Drino inconspicua. Als weitere Parasitoide, jedoch mit wesentlich geringeren Parasitierungsraten, sind folgende Raupenfliegen bekannt: Blondela nigripes, Chetogena janitrix, Exorista larvarum, Panzeria rudis, Parasetigena silvestris und Phryxe vulgaris.
Möglichkeit der Dezimierung: Insektizide im Mai unmittelbar nach dem Auftreten von Junglarven. Für den Kleingärtner: Klopft man an die Astspitzen und erschüttert somit die Äste ruckhaft, lassen sich die Larven zu Boden fallen. Ggf. wiederholt man das Procedere ein paar Tage später.

## Bilder

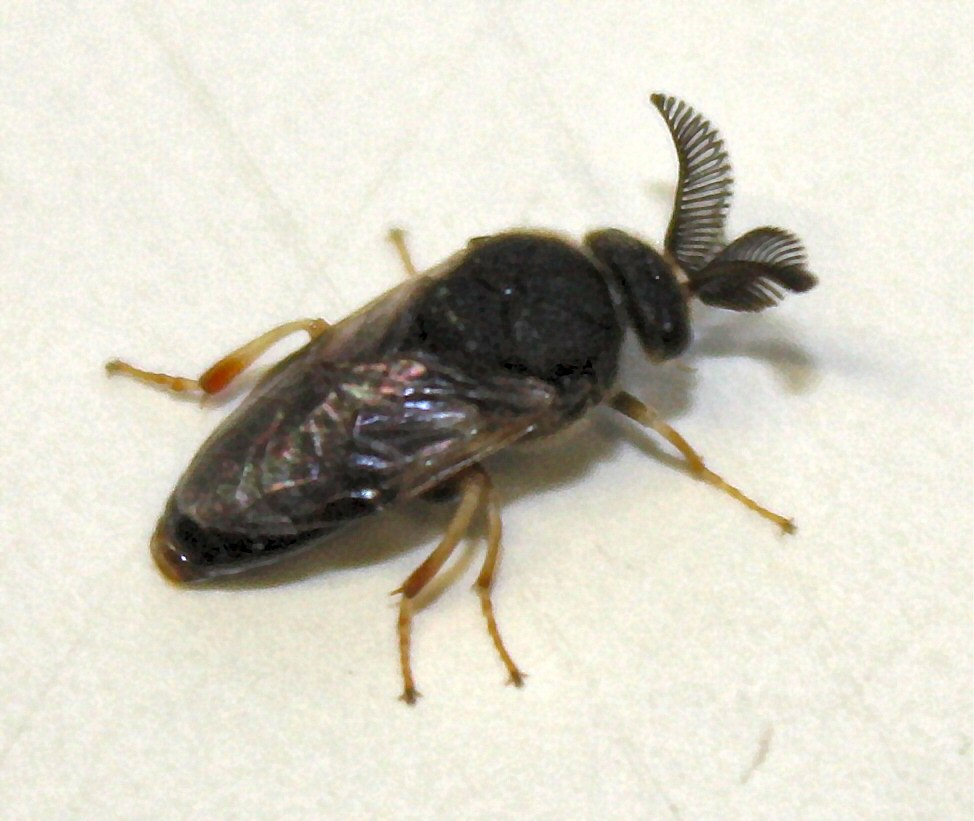
Männchen
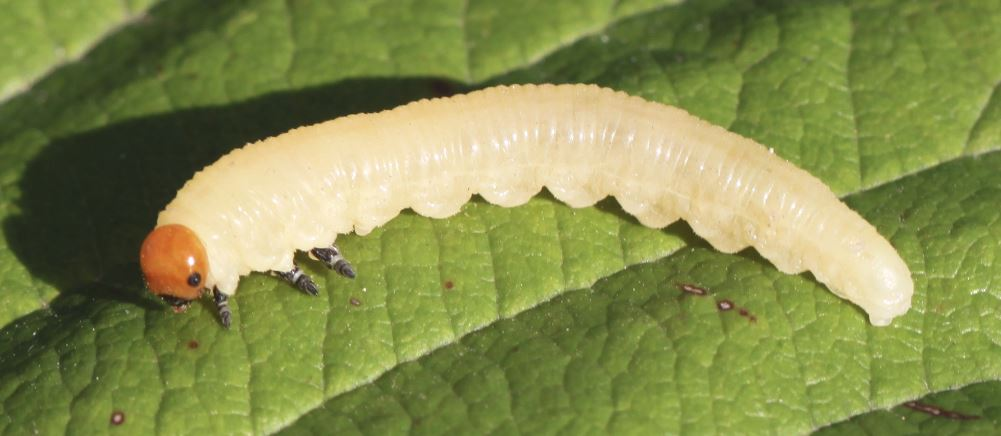
Larve, vollständig weiß
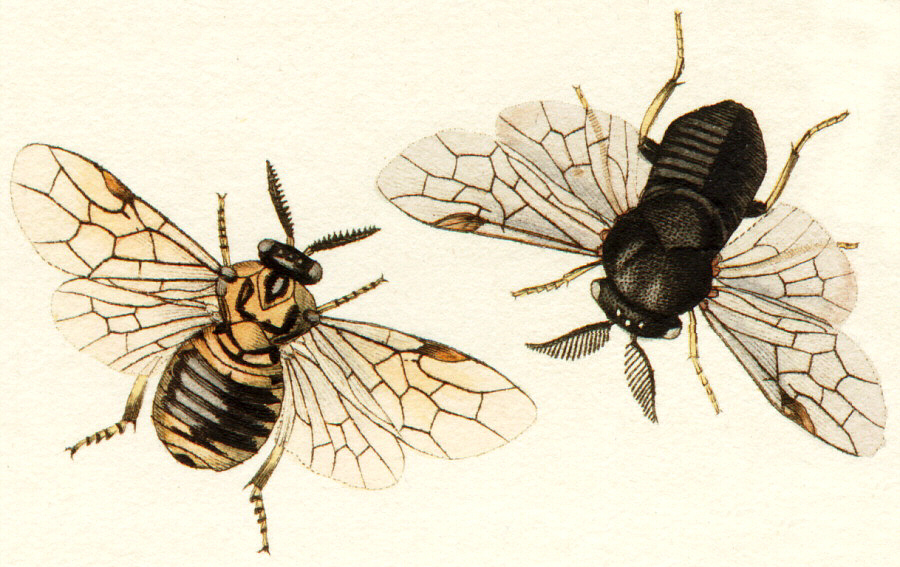
Illustration
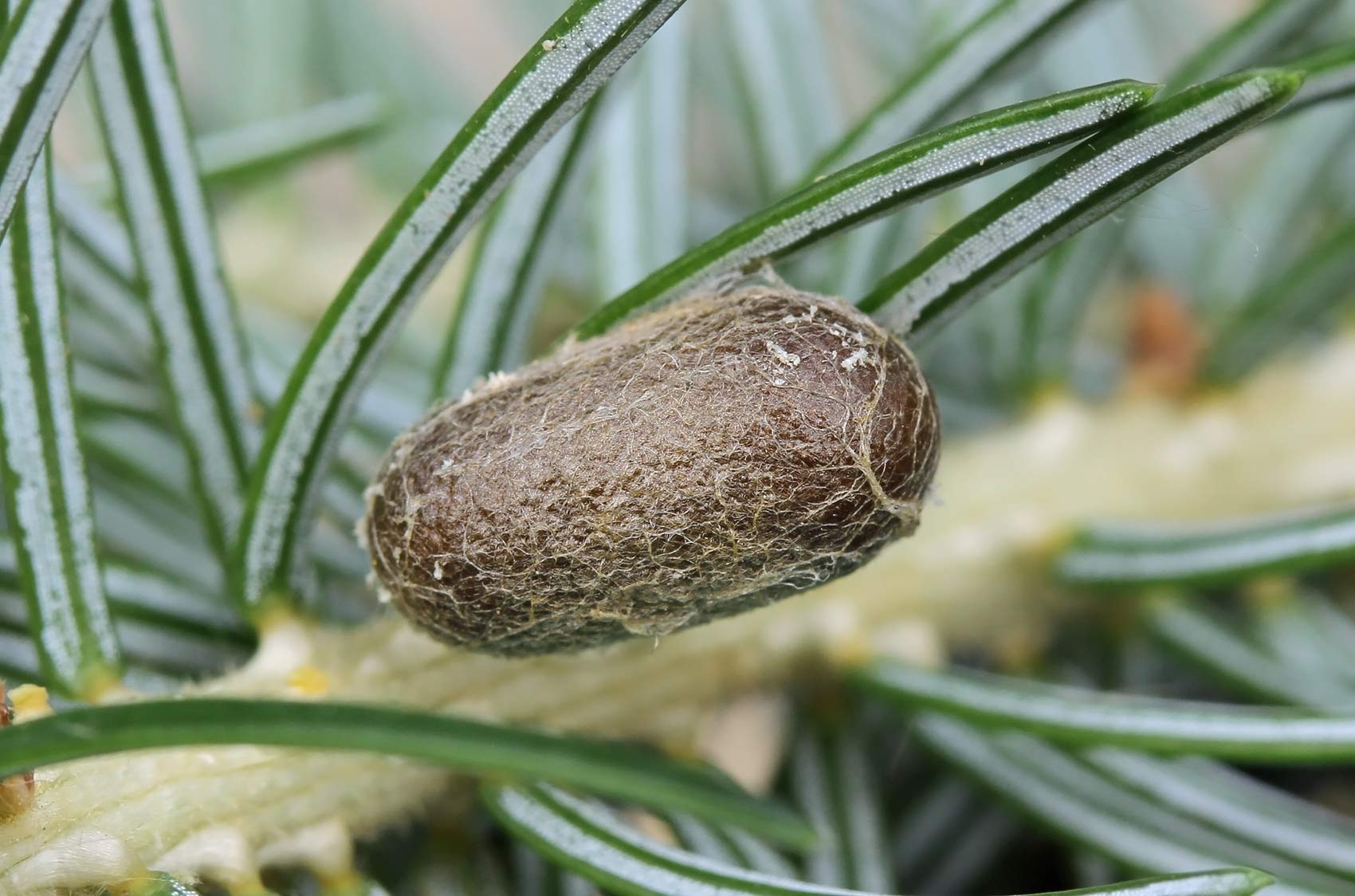
Kokon
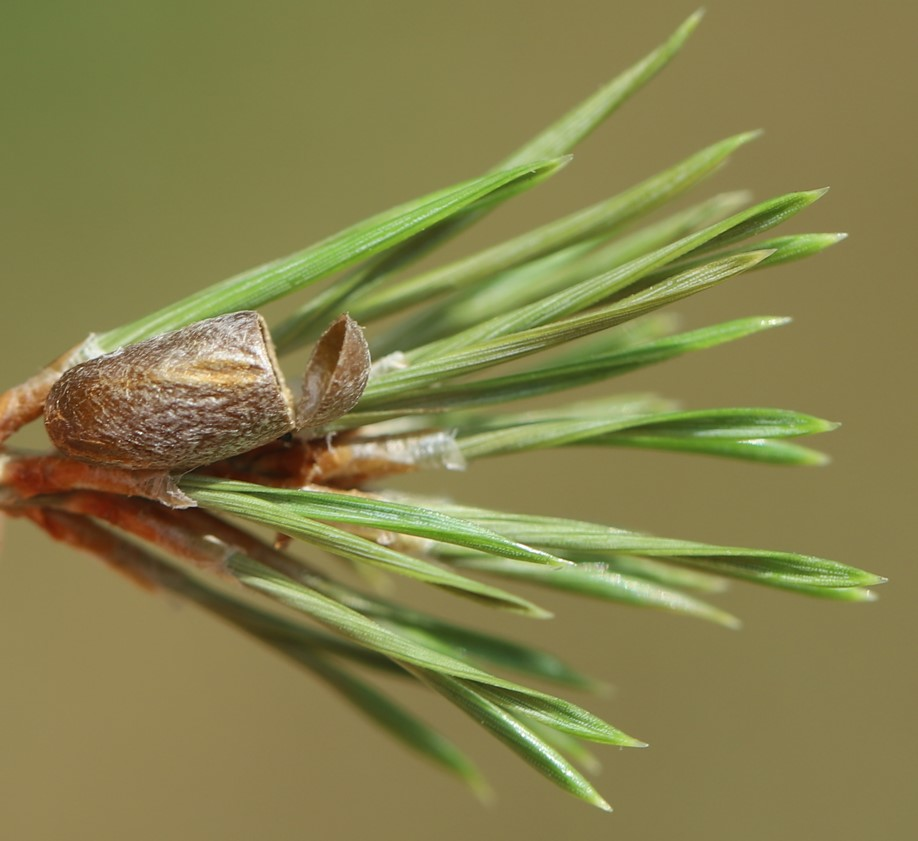
Geöffneter Kokon
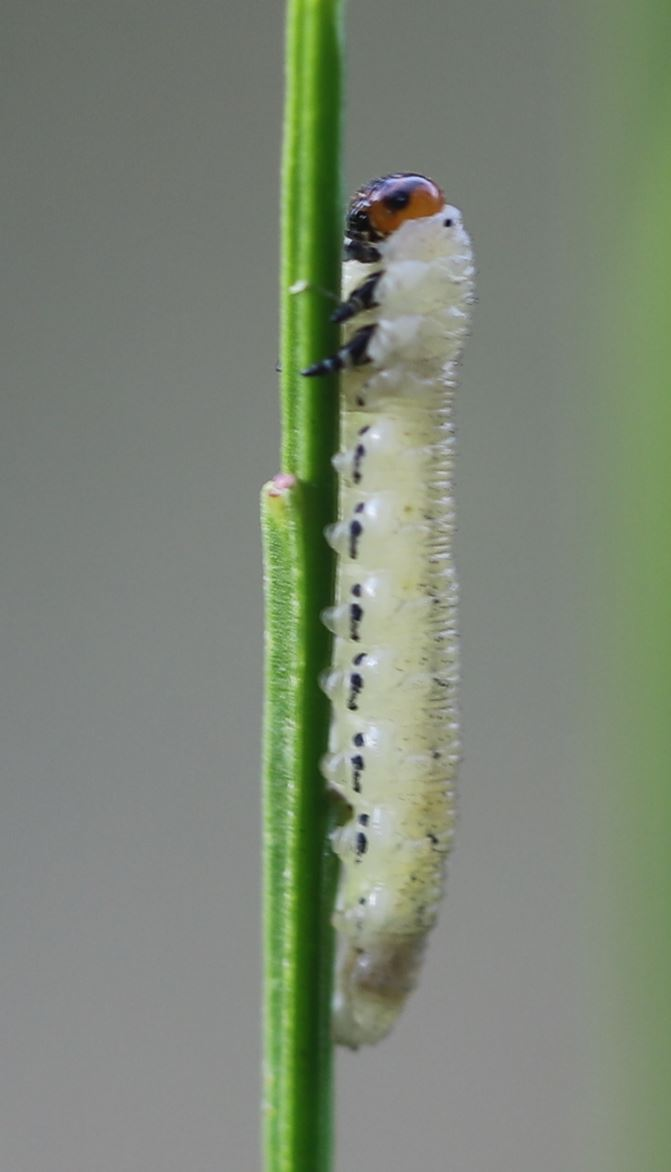
Larve mit dunklen Flecken; Seitenansicht
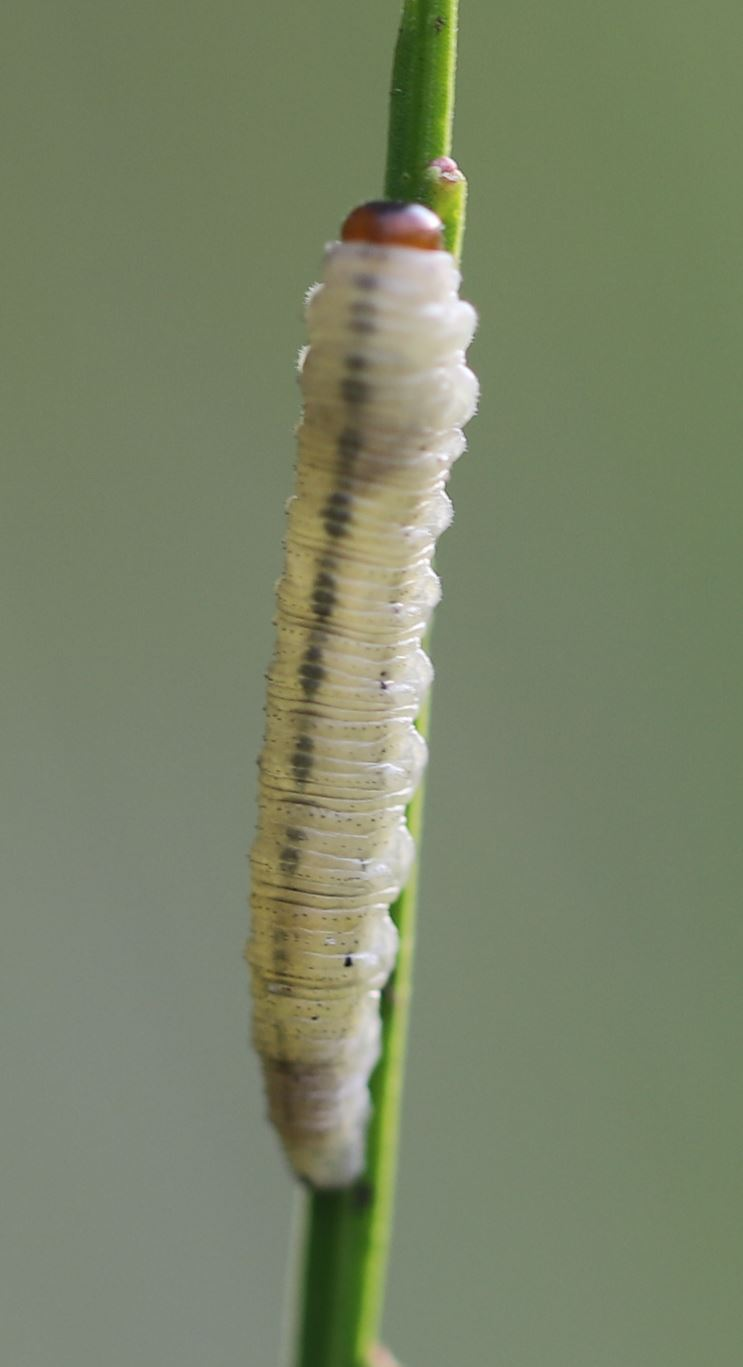
Larve mit dunklen Flecken; Dorsalansicht
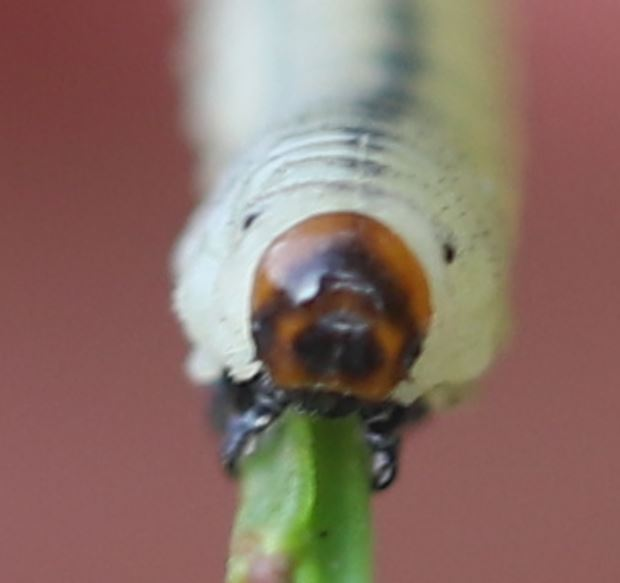
Larve mit dunklen Flecken; Frontansicht
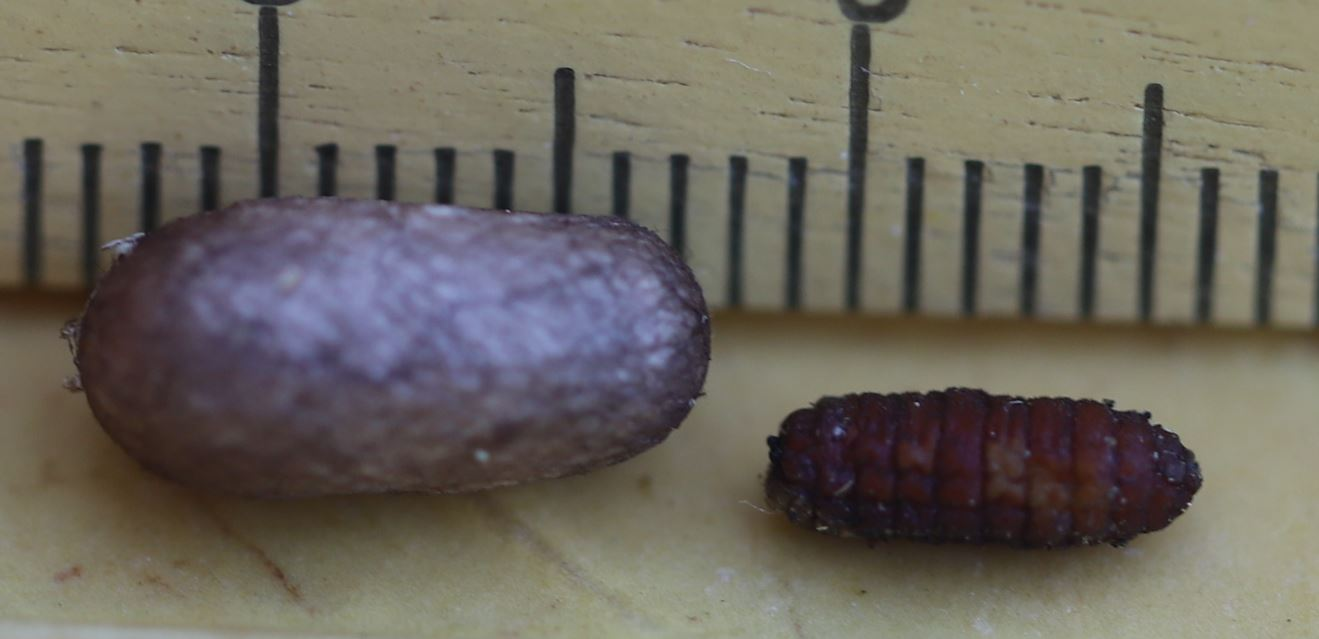
Kokon mit Parasitoidenpuppe (eine Raupenfliege)
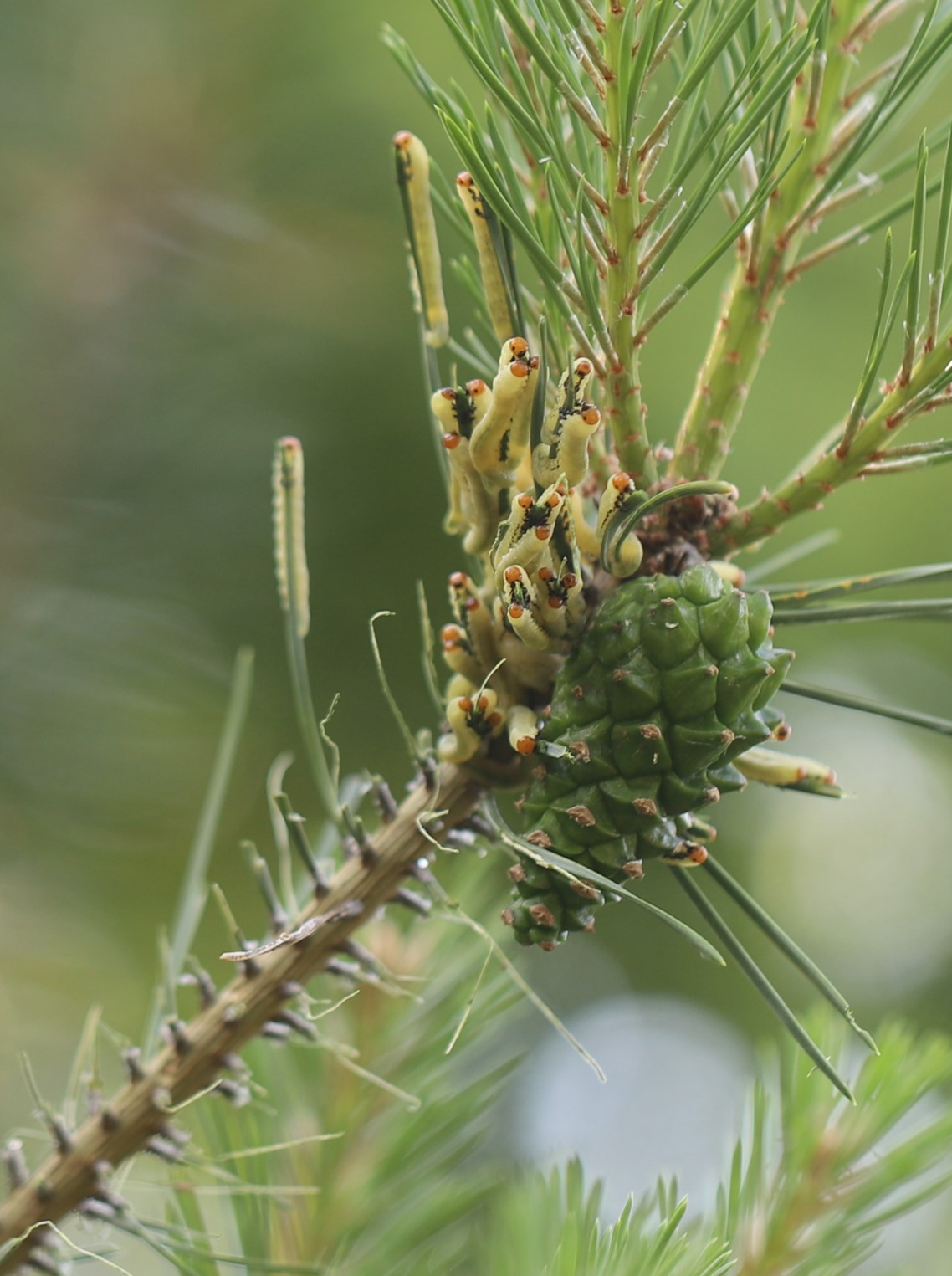
Larven an einer Kiefer in der Schwetzinger Hardt Mitte Juni 2023
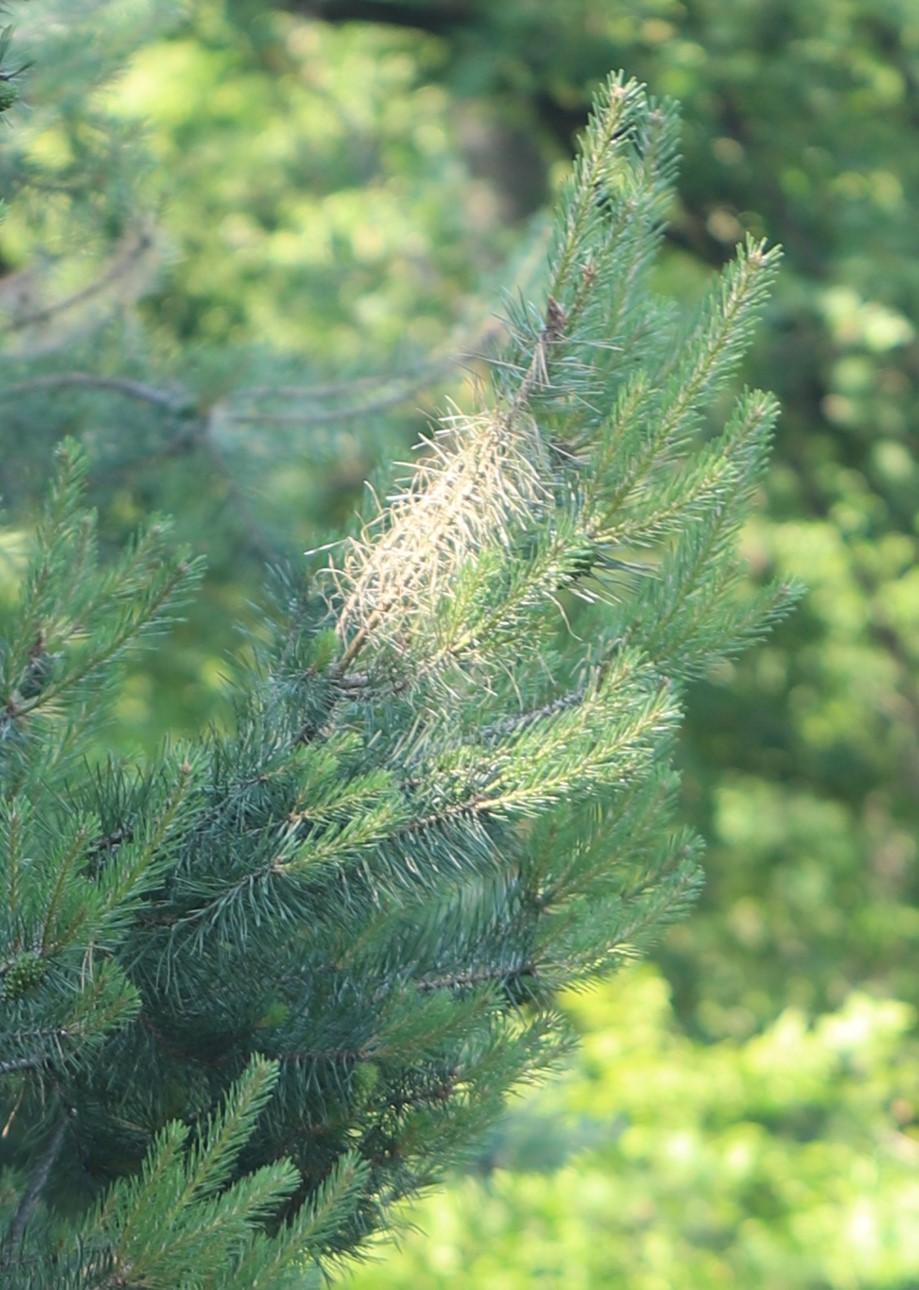
Fraßbild der Larven
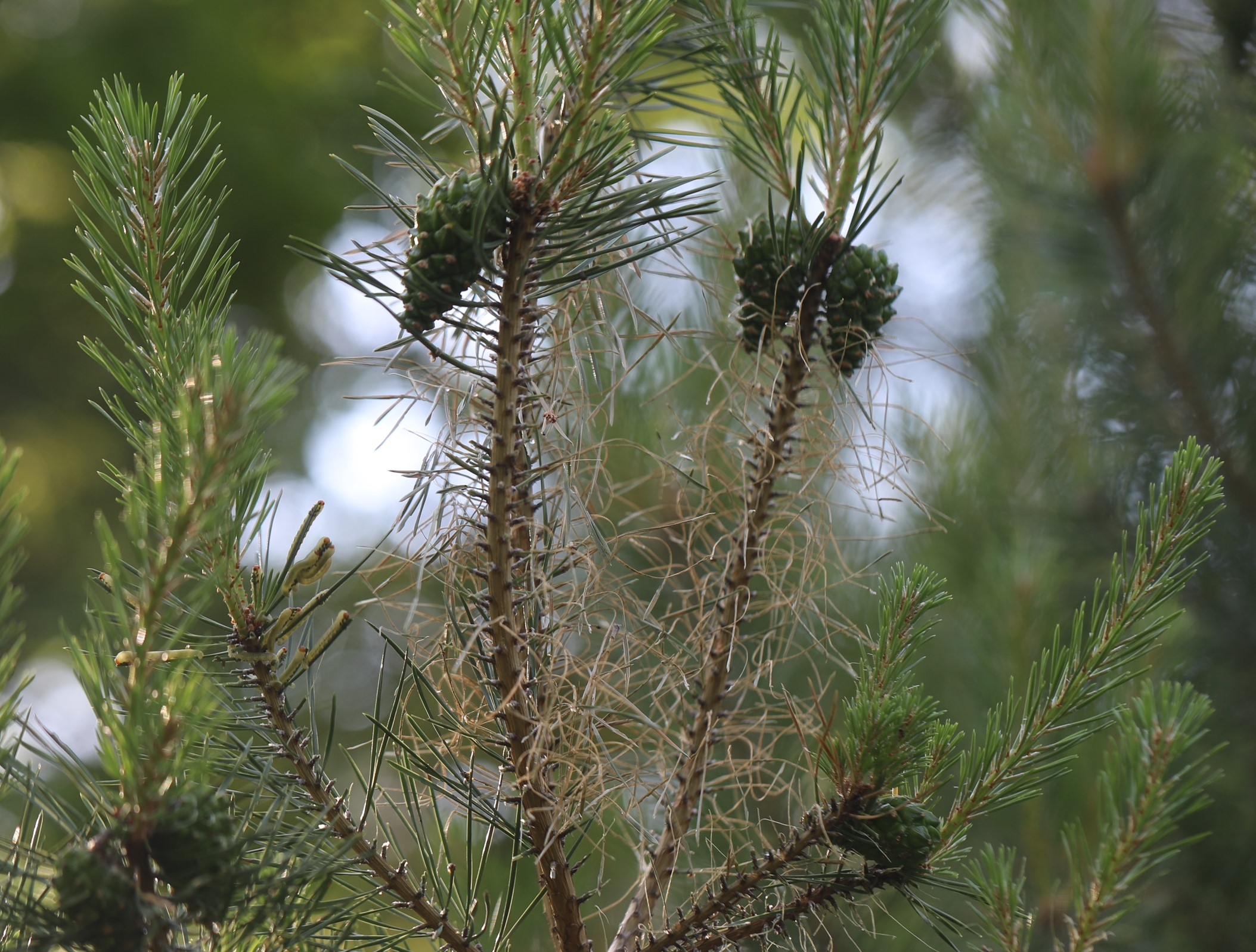
Larven (links) und abgenagte Kiefernnadeln (in der Bildmitte)
- Larven von Diprion pini bewegen sich synchron